# Abbaye de Herkenrode
L'abbaye de Herkenrode (en néerlandais : abdij van Herkenrode) était un monastère de religieuses cisterciennes situé à Kuringen, au cœur de l'actuelle province de Limbourg, en Belgique. 
À l'origine, une abbaye fut fondée en 1182. Elle fut affiliée en 1217 à l'Ordre cistercien. Les moniales se présentaient alors comme les « dames de la noblesse de l'Ordre de Cîteaux du comté de Looz ». En 1361, le comté de Looz est rattaché à la principauté de Liège, qui convoite les grandes richesses de l'abbaye et par deux fois s'efforce en vain de séculariser le monastère en chapitre de chanoinesses nobles.
Au XVe siècle, l'abbaye subit un déclin important, mais à partir des années 1500, elle connaît un renouveau. L'abbaye fut fermée en 1797 et les moniales dispersées. Les bâtiments furent vendus. À partir de 1972, quelques-uns des bâtiments d'origine ont servi de logement provisoire à une communauté des chanoinesses du Saint-Sépulcre, communément nommées sépulcrines, qui a, depuis lors, construit un nouveau couvent et une église sur le site.
Depuis 1974, les bâtiments et les terrains environnants sont protégés au titre des monuments historiques et du paysage.

## Géographie
L'abbaye de Herkenrode était un monastère de religieuses cisterciennes situé à Kuringen, sur les territoires de l'actuelle Belgique et de la province de Limbourg, à 4 km au nord-ouest d'Hasselt. 

## Histoire

### Cisterciens
L'abbaye a été fondée en 1182 par le comte Gérard II de Looz, qui vendit une partie de ses terres pour financer sa participation à la croisade; il utilisa une partie du produit pour doter un monastère cistercien. D'après certains historiens il fut incité à le faire par le prince-évêque de Liège en geste d'expiation pour avoir incendié l'église collégiale de Tongres.
En 1217, l'abbaye est affiliée à l'Ordre cistercien, le premier, mais aussi le plus grand et le plus riche couvent de cet ordre dans la région. Les moniales se présentaient comme les «dames de la noblesse de l'Ordre de Cîteaux du comté de Looz» (dames Adellijke van de Orde van Cîteaux van het Graafschap Loon).
Après la mort du comte Gérard, au cours de la troisième croisade, au siège de Saint-Jean d'Acre, le 2 novembre 1191, son corps est rapatrié et enterré dans l'église abbatiale de son monastère, qui devient de facto la nécropole des comtes de Looz, sauf le dernier, Thierry de Heinsberg, dont l'inhumation à Herkenrode est refusée par l'abbesse parce qu'il avait été excommunié.
En 1361 le comté de Looz est rattaché à la principauté de Liège. Herkenrode garde de bons rapports avec les princes-évêques. L'ordre équestre de la Principauté de Liège convoite les grandes richesses de l'abbaye et par deux fois (1694 et 1788-1790) s'efforce en vain de séculariser le monastère en chapitre de chanoinesses nobles.
Au XVe siècle, l'abbaye, comme beaucoup d'autres, subit un déclin important, mais à partir des années 1500, elle connaît un renouveau. Cependant, un incendie anéantit le monastère le 28 octobre 1594. Au XVIIIe siècle, une complète reconstruction est entreprise, au cours de laquelle sont construits les logements des abbesses à l'architecture néoclassique, ainsi qu'un jardin anglais, encore intact, avec des arbres exotiques.
Le pouvoir révolutionnaire français ferme l'abbaye en 1797. Elle est vendue le 17 février 1797 à Claes et Libotton. Les bâtiments ne sont pas entretenus et se détériorent. La dernière moniale, Joséphine de Gondrecourt, meurt en 1805. En 1826, un incendie détruit une grande partie de l'église, qui en fait était utilisée comme atelier, ses vitraux ayant été remplacés par du verre clair. En 1844, les parties en ruines sont démolies, y compris le mausolée des comtes de Looz. Toutefois de nombreuses œuvres d'art, transférées en d'autres églises ou dans des musées, ont survécu.
Les bâtiments qui subsistent sont affectés à l'usage de château et de ferme.

### Les abbesses
L'abbaye de Kerkenrode a compté dans son histoire 33 abbesses.
On peut citer à la tête de l'abbaye, une Van Goetsenhoven, une Schwarzenberg, une Mérode et une Croÿ.
Il est rapporté en outre que l'abbesse Catherine de Goetshoven (1395-1412) est impliquée dans les transactions économiques immobilières. En 1406, elle a conclu un accord sur la reconstruction du chœur de l'église paroissiale de Hasselt, sur laquelle elle disposait des droits de patronage en tant qu'abbesse. Les auteurs font savoir que l'année indiquée sur son épitaphe est erronée, puisqu'il est marqué 1387. 
Plus tard, l'abbesse Mathilde de Lexhy, fit construire le porche monumental d'entrée.

### Les Chanoinesses du Saint-Sépulcre
En 1972, les Chanoinesses du Saint-Sépulcre achètent une partie de la succession et les bâtiments restants, et ont depuis construit un nouveau couvent et une église sur le domaine de l'ancienne abbaye.
Des travaux de restauration ont été réalisés sur les vestiges des bâtiments de l'abbaye précédente, qui datent du XVIe au XVIIIe siècle.

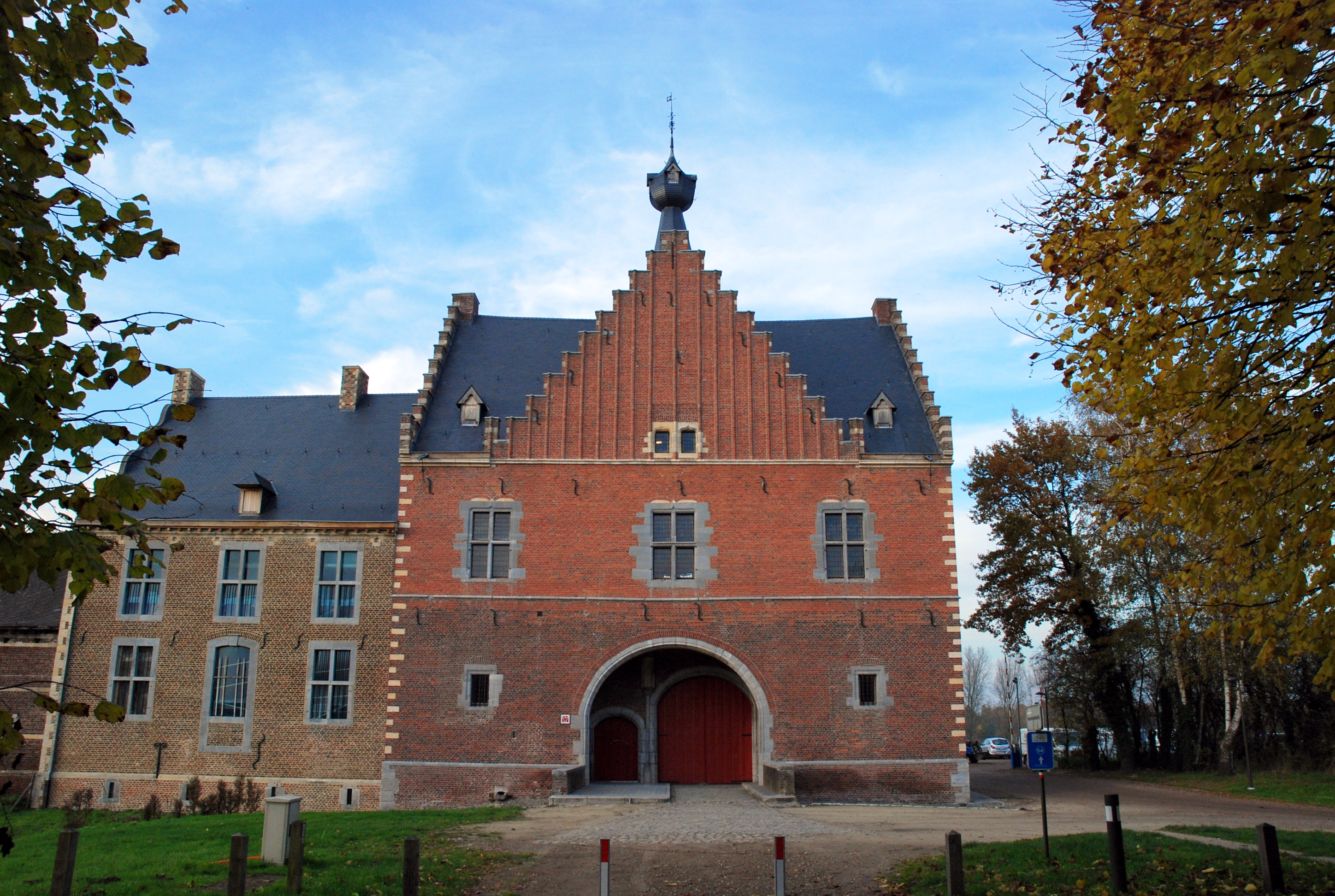
Grande entrée, avec la maison du gardien à gauche
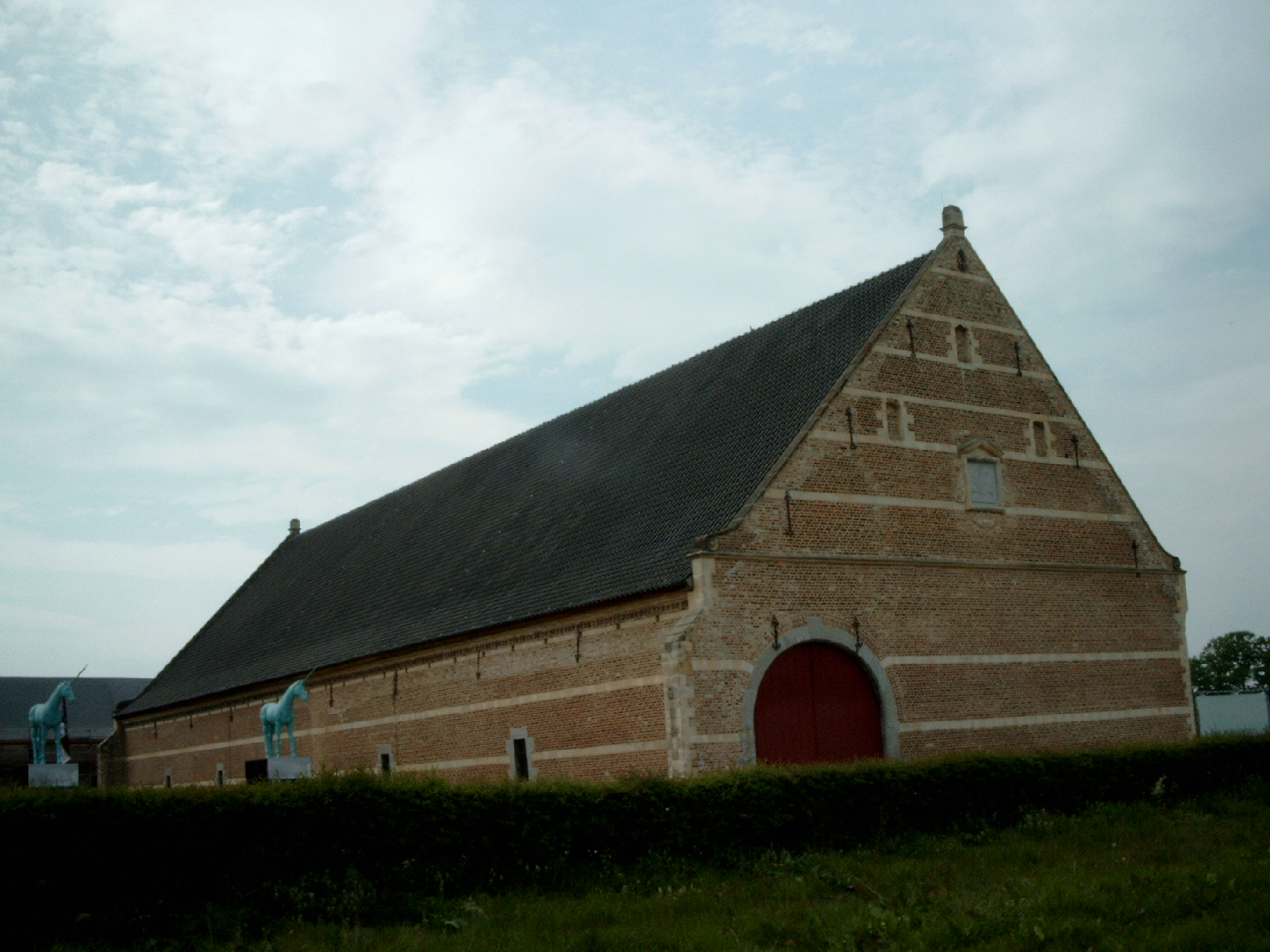
La grange dîmière restaurée
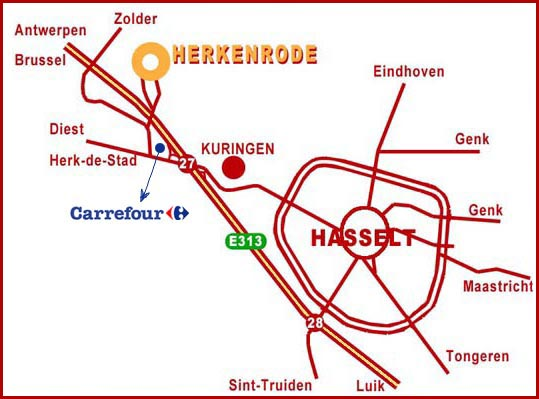
Plan du site pour les cyclistes
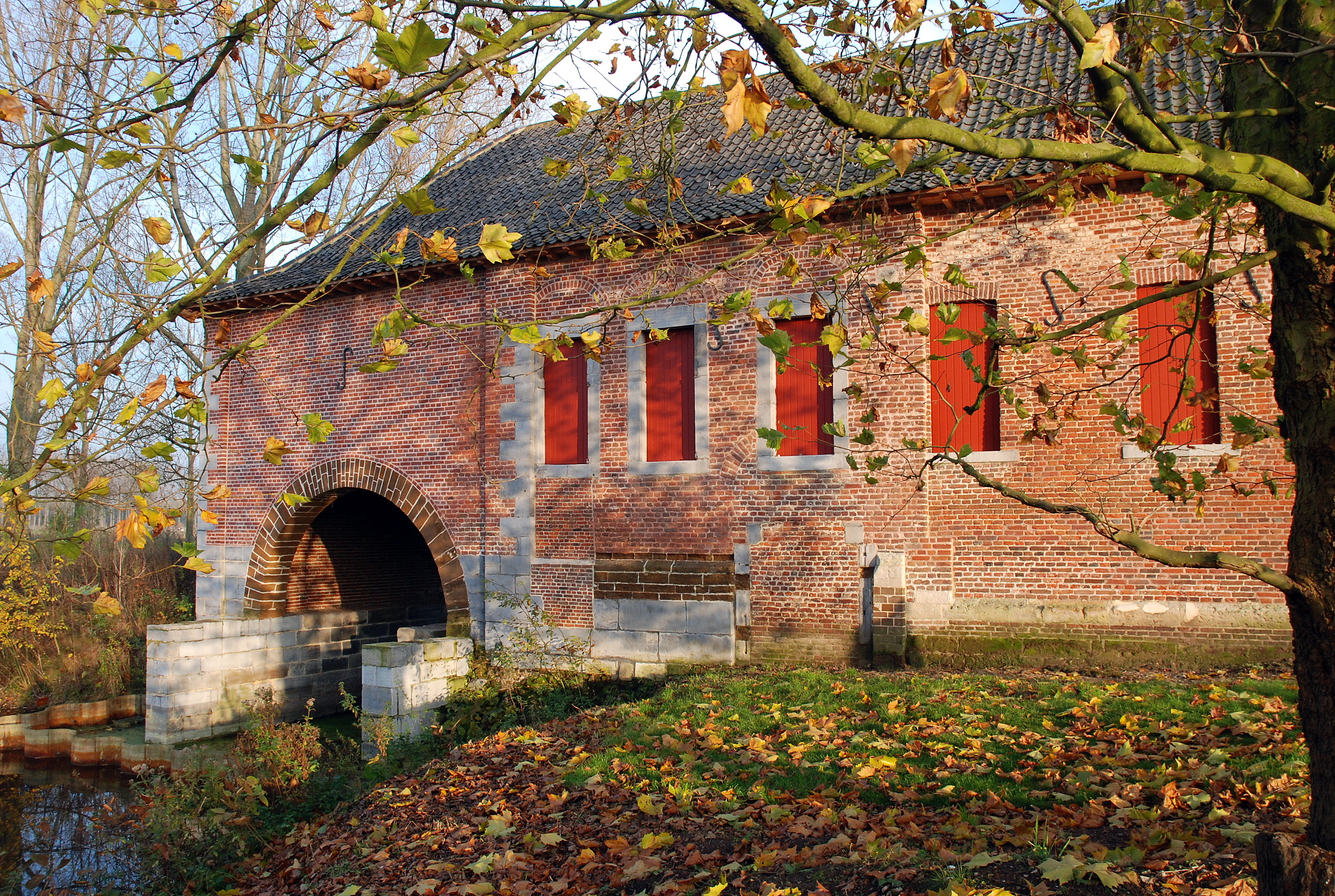
Le moulin

## Éléments architecturaux, artistiques et cultuels
Le porche d'entrée monumental est érigé en 1531. Il est précédé d'une drève remarquable. L'ensemble de l'abbaye, après maintes épreuves historiques (incendie de 1594 par exemple), garde une très grande allure et est dans un état de conservation assez exceptionnel.
L'église abbatiale, où furent sacrés plusieurs évêques de Liège, était pourvue d'un riche mobilier, mais en 1954, on ne peut que constater qu'il est éparpillé :
- l'ostensoir de 1286 contenant l'hostie miraculeuse du Saint-Sang-de-Miracle est à l'église Saint-Quentin de Hasselt ;
- à Notre-Dame de cette même ville se trouvent le maître-autel de Delcour, la chaire de vérité (1669), les mausolées des abbesses Anne-Catherine de Lamboy (1653-1675) par A. Quellin, et de Barbe de Rivière († 1744) ;
- les sept vitraux de 1535 sont à la cathédrale de Lichfield, en Angleterre.

## Bières
Brassées depuis 2009, les bières Herkenrode Tripel et Bruin sont les secondes bières d'abbaye reconnues à être produites au Limbourg belge. Elles sont produites à Opitter par la brasserie Cornelissen avec l'accord des autorités religieuses représentant l'abbaye. Elles n'ont rien à voir avec l'ancienne abbaye cistercienne dont les moniales ne produisaient pas de bière.

### Note
- (en) Cet article est partiellement ou en totalité issu de l’article de Wikipédia en anglais intitulé « Herkenrode Abbey » (voir la liste des auteurs).